# Donyec-medence

A Donyec-medence mai médiadefiníciója

A Donyec-medence (ukrán: Донецький басейн, átírva Doneckij baszejn; oroszul: Донецкий бассейн, Donyeckij basszejn) történelmi, kulturális és gazdasági régió, amely a rajta keresztülhaladó Donyec folyóról kapta a nevét. 
A Donbász (ukránul Донба́с) vagy Donbassz (oroszul Донба́сс) szóösszerántás a medence orosz, illetve ukrán nevéből; a Donyecki és Luhanszki régiók azon részének népszerű elnevezése, amelyek a Donyec-medencén belül helyezkednek el.[forrás?]
Kiterjedésére több különböző meghatározás van, hivatalosan soha nem jelölték ki határait. A leggyakoribb ma is használt meghatározás szerint a Donecki és a Luhanszki területet foglalja magába. A történelmi Donyeci-szénmedence vidékébe nem tartoztak bele ezeknek a területeknek egyes részei, de hozzátartozott a Dnyipropetrovszki terület és Dél-Oroszország.
Ugyanez a neve egy eurorégiónak is, amelyhez az ukrajnai Donecki- és Luhanszki terület, valamint az oroszországi Rosztovi terület tartozik.
A Donyec-medence volt a történelmi határ a zaporizzsjai kozákok és a doni kozákok között.
Fontos szénbányászati régió a 19. század vége óta, mely egyben nehézipari régióvá is alakult.
2014 márciusában, a 2014-es ukrán forradalom és az ukrajnai orosz katonai beavatkozás után a Donyec-medence nagy területein alakultak ki oroszbarát zavargások. Ezek háborúba torkolltak az oroszbarát szeparatisták és az első Jacenyuk-kormány között. A felkelők független köztársaságokat kiáltottak ki, amelyeket nem ismert el a nemzetközi közösség.
A ma is folyó háború előtt a Donyec-medence volt Ukrajna legsűrűbben lakott régiója a főváros, Kijev után. Nemhivatalos „fővárosa”, Doneck az ország ötödik legnagyobb városa. Százezernél nagyobb lakosságú városai Luhanszk, Mariupol, Makijivka, Horlivka, Kramatorszk, Szlovjanszk, Alcsevszk, Szjevjerodoneck és Liszicsanszk. Jelenleg Kramatorszk a Donecki terület ideiglenes közigazgatási központja, a luhanszki területé pedig Szjevjerodoneck. A szeparatista oldalon Doneck, Makijivka és Horlivka a Donyecki Népköztársaság, Luhanszk és Alcsevszk a Luganszki Népköztársaság legnagyobb városa.

## Története

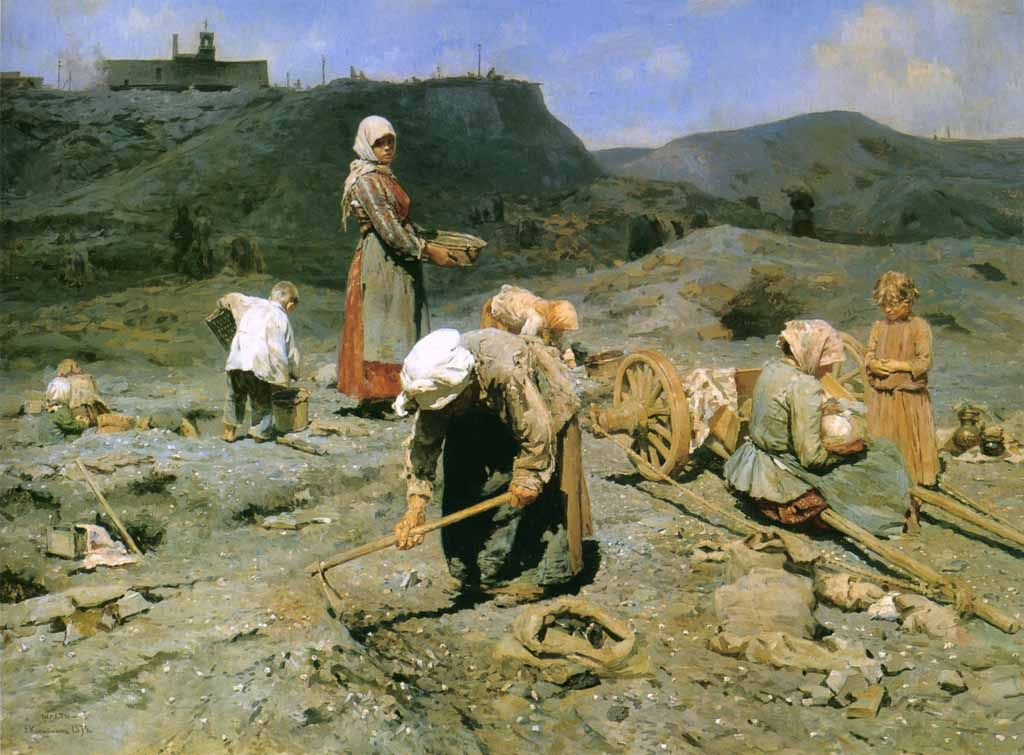
Szegények szenet gyűjtenek egy kimerült bányában. Nyikolaj Kaszatkin, 1894

A Donyec-medence néven ismert régió a 17. század második feléig ritkán lakott volt. Ekkor doni kozákok telepedtek meg itt. A régió első városát 1676-ban alapították Szolanoje néven (ma Szoledar), a frissen felfedezett sókészletekből eredő üzleti lehetőségek kihasználására. A mai Donyec-medence akkortájt a Vad-mező (ukránul Дике Поле, átírva Dike Pole) néven volt ismert. Főképp a Zaporozsjei Had nevű kozák hetmanátus és a Krími Tatár Kánság ellenőrizte a 18. század közepéig-végéig. Ekkor az Orosz Birodalom meghódította a hetmanátust és a kánságot. A meghódított területet Újoroszország (oroszul Новороссия, átírva Novorosszija) névre keresztelték. Az ipari forradalom európai térhódításával párhuzamosan, a 19. század közepétől-végétől elkezdték kiaknázni a terület szénkészleteit. Az első dokumentált lelőhelyet Torecknél 1721-ben fedezték fel. Ekkor kezdték el a Donyeci-szénmedence (ukránul Doneckij vuhilnij baszejn) rövidítéseként a Donbasz nevet is használni, a Donyec folyó menti területekre utalva, ahol a szénmezők jó része volt. A szénbányászat fellendülése a népesség gyors növekedését hozta. A betelepülők főleg oroszok voltak. A terület járásai – Bahmuti, Szlovjanszerbszki és Mariupoli – a Jekatyerinoszlavi kormányzósághoz tartoztak.
Donecket, a régió ma legfontosabb városát 1869-ben alapította John Hughes brit üzletember Olekszandrivka régi zaporizzsjai kozák város helyén. Hughes acélüzemet és számos szénbányát hozott létre a régióban. A várost eredetileg róla nevezték el Juzovkának (oroszul Юзовка). Juzovka és más városok fejlődése földnélküli parasztok tömegeit vonzotta ide az Orosz Birodalom távoli kormányzóságaiból.
Az 1897-es népszámlálás szerint a régió lakosságának 52,4 százaléka ukrán, 28,7 százaléka orosz volt. A görögök, németek, zsidók és krími tatárok szintén jelentős részarányt képviseltek, főképp a mariupoli körzetben, ahol a lakosság 36,7 százalékát alkották. Mindezek ellenére az ipari munkásság zömét oroszok alkották. Az ukránok vidéken domináltak, a városi lakosok viszont sok helyütt szinte csak oroszok voltak. A városokba költöző ukránokat az orosz lakosság gyorsan asszimilálta.

### A szovjet időszakban

#### Éhínség, kozáktalanítás, eloroszosítás

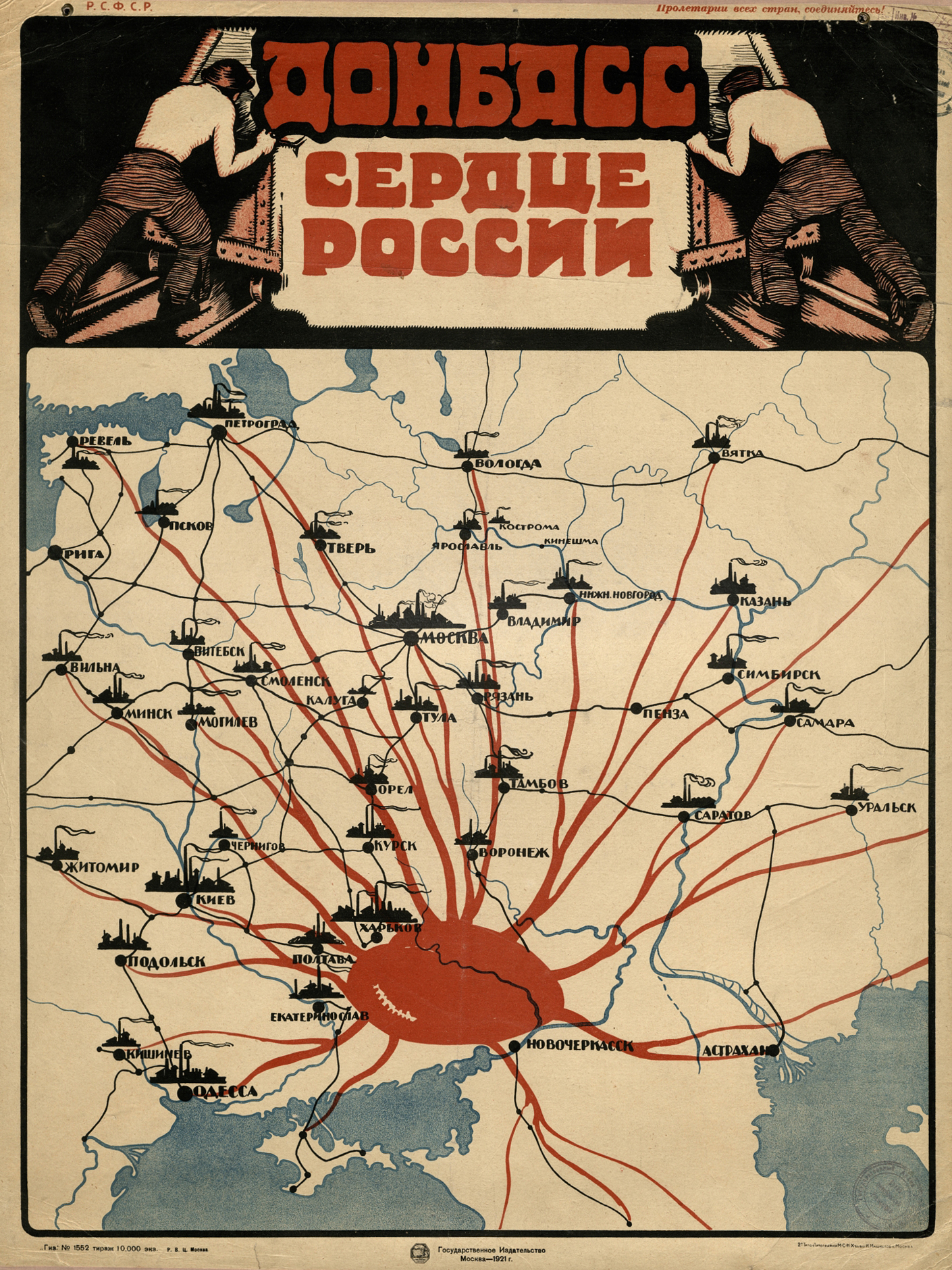
Szovjet propagandaplakát 1921-ben: „A Donbasz Oroszország szíve”

Az 1917–1922-es oroszországi polgárháborút követően az ukránok lakta egyéb területekkel együtt a Donyec-medence is az Ukrán Szovjet Szocialista Köztársaság része lett. 1919 és 1921 közt a régió ukránul beszélő kozákjai a kozáktalanítás bolsevik politikája, tömeges mészárlás és kitelepítés áldozataivá váltak. A Donyec-medence ukránjait is megtizedelte az 1932-es és 1933-as évek éhínsége, a holodomor és Sztálin eloroszosítási politikája is. Az éhezés javarészt az ukrán etnikumú parasztokat sújtotta, akik a szovjetek szerint amúgy is az osztályellenség, a kulákok kategóriájába tartoztak. A nagy-britanniai Ukránok Szövetsége adatai szerint a mai Luhanszki terület népessége negyedével csökkent az éhínség következtében, a Donecki területen pedig 15-20 százalékkal. 
Egy becslés szerint az Ukrajnában éhenhaltak 81,3 százaléka ukrán volt, és csak 4,5 százaléka orosz.

#### A második világháború
A Donyec-medence a második világháborút is nagyon megsínylette. A háború előtt nyomor és élelmiszerhiány sújtotta, megnövelték az üzemekben a munkaidőt, és akik nem teljesítették a megemelt normákat, azokat letartóztatták. Adolf Hitler a Donyec-medence erőforrásait nélkülözhetetlennek tekintette a Szovjetunió lerohanására kidolgozott Barbarossa hadművelet sikeréhez. 1941 és 1943 között a Donyec-medence a Wehrmacht megszállása alatt volt. Ipari dolgozók ezreit szállították erőszakkal munkára Németországba. Az akkori Sztálini területen (a mai Donecki terület) a megszállás során 279 ezer civilt öltek meg. A Vorosilovgrádi területen (ma Luhanszki terület) 45 649 embert. A németeket az 1943 augusztusi donbaszi offenzíva űzte ki. A háború lerombolt, néptelen vidéket hagyott maga után.
Az újjáépítés, újranépesítés időszakában nagy számban érkeztek orosz munkások, tovább tolva el az etnikai arányokat. 1926-ban 639 ezer volt a Donyec-medence orosz etnikumú népessége. 1959-re a számuk 2,55 millióra nőtt. Az 1958-59-es szovjet oktatási reform tovább erőltette az oroszosítást, és az ukrán nyelvű oktatás szinte megszűnt a Donyec-medence területén. AZ 1989-es népszámlálás idején a népesség 45 százaléka vallotta magát orosznak.

### A független Ukrajna

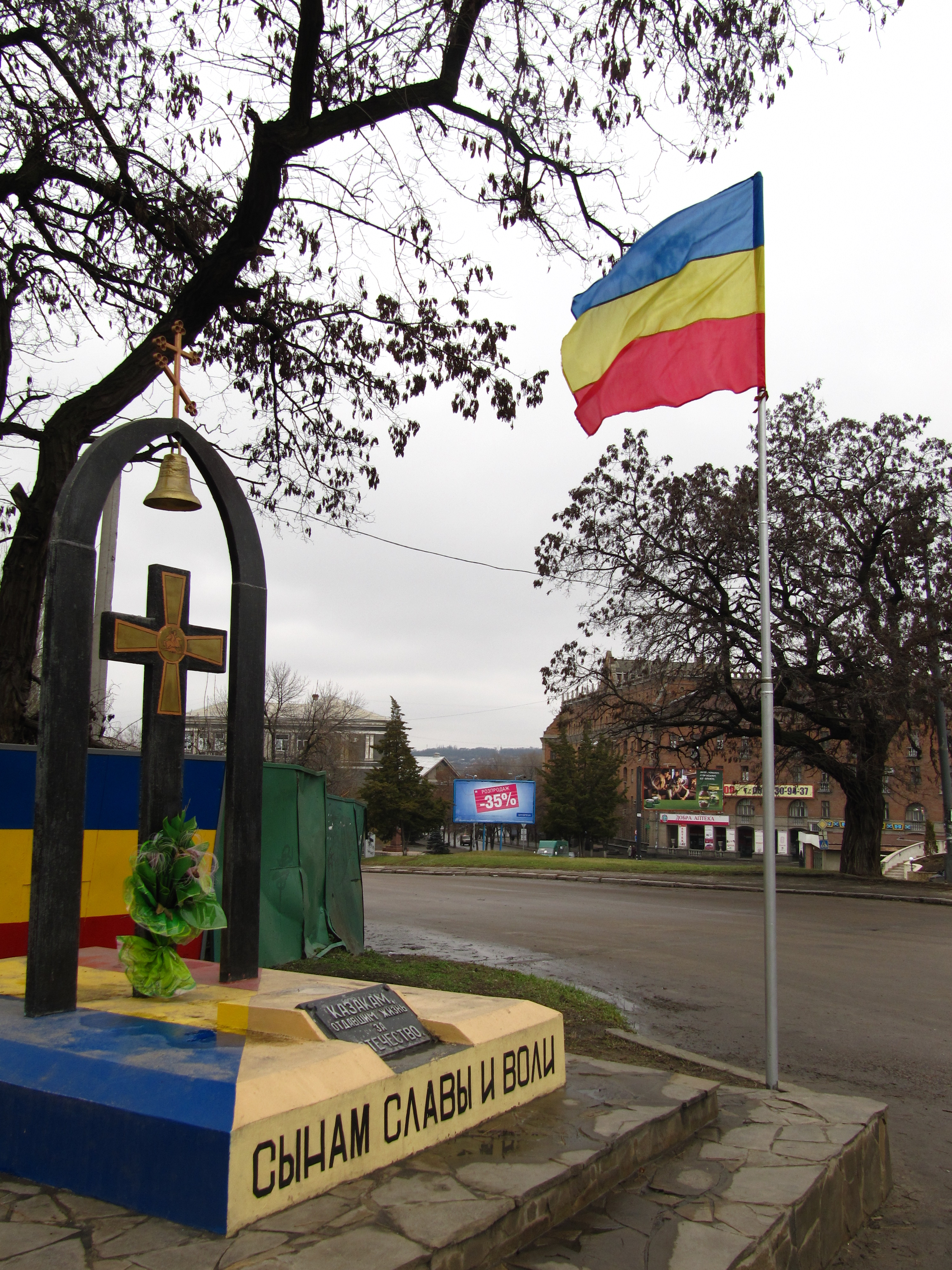
A doni kozákok emlékműve Luhanszkban. „A dicsőség és szabadság fiainak”

Az 1991-es ukrajnai függetlenségi népszavazásban a Donecki terület szavazóinak 83,9 százaléka és a Luhanszki területi szavazók 38,6 százaléka foglalt állást amellett, hogy Ukrajna szakadjon ki a Szovjetunióból és váljon függetlenné. A részvételi arány magas volt: a Donecki területen 76,7 százalék, a Luhanszki területen  80,7 százalék. A következő években azonban a régió gazdasága gyorsan hanyatlott. 1993-ra az ipari termelés összeomlott, az átlagbér 1990-hez képest 80 százalékkal zsugorodott. A Donyec-medence válságba süllyedt, és sokan a kijevi kormányt vádolták rossz kormányzással és hanyagsággal. 1993-ban a Donyeci-szénmedence bányászai sztrájkba kezdtek, amit Lewis Siegelbaum történész úgy írt le, mint „a donyeci régió és az ország többi része közti küzdelem”. A sztrájkolók egyik vezetője azt mondta, a donyeciek azért szavaztak a függetlenségre, mert azt akarták, hogy a hatalom a helyiekhez, vállalkozásokhoz, városokhoz kerüljön, és nem centralizált hatalmat, ami Moszkvából Kijevbe költözött.
A sztrájk után, 1994-ben a független Ukrajna első parlamenti választásával (1994) egyidőben véleménynyilvánító népszavazást rendeztek a Donyecki és a Luhanszki területeken. A kérdések közt szerepelt, hogy az oroszt Ukrajna egyik hivatalos nyelvévé kellene-e tenni, hogy legyen-e közigazgatási nyelv a két területen, hogy Ukrajna alakuljon-e föderációvá, és szorosabb kapcsolatokra van-e szükség a Független Államok Közösségével A szavazók közel 90 százaléka igennel válaszolt ezekre a kérdésekre. Egyik dolog sem valósult meg: Ukrajna nem föderalizálódott, az ukrán maradt az egyetlen hivatalos nyelv és a Donyec-medence nem kapott autonómiát. 
A donbaszi sztrájkolók gazdasági engedményeket kaptak Kijevtől, amelyek segítségével a válság enyhült.
Az 1990-es évek hátralévő részében még voltak további kisebb sztrájkok, de az autonómia-követelések lanyhultak. A Donyec-medence iparának sok üzemét, bányáját bezárták, a Világbank sürgette liberalizációs reformok részeként. Leonyid Danilovics Kucsma ukrán elnököt, aki az 1994-es ukrajnai elnökválasztáson nyerte el hivatalát, az 1999-es ukrajnai elnökválasztáson megerősítették hivatalában. Kucsma gazdasági segélyt adott a Donbasznak, fejlesztési pénzeket felhasználva, hogy így erősítse politika támogatását a régióban. A 2000-es évek elején az oligarchák néven emlegetett politikai elit kezében összpontosult a hatalom a Donyec-medencében. Az állami tulajdonú ipar privatizációja nagyszabású korrupciót szült. A régió történésze, Hiroaki Kuromiya „donyec-medencei klán” néven emlegeti ezt az elitet. A „klán” prominens tagjai közé tartozott Viktor Fedorovics Janukovics és Rinat Leonyidovics Ahmetov.
Ukrajna más részeiben a 2000-es években olyan nézetek terjedtek el a Donyec-medencéről, hogy „kötekedő kultúrájú”, „szovjet pöcegödör”, „maradi”. Viktor Tkacsenko publicista például azt írta a régióról a Narodne szlovo című újságban, hogy „ötödik hadoszlop”, és hogy ukránul beszélni a régióban „az egészségedre és az életedre nézve nem biztonságos”. A Donyec-medencében sokkal nagyobb a kommunistákról elnevezett városok és falvak száma, mint Ukrajna más vidékein. Ennek a külső képnek az ellenére az 1990-es és a 2000-es években végzett közvélemény-kutatások még azt mutatták, hogy erős az Ukrajnában maradás támogatottsága, de gyenge a szeparatizmusé.

#### A kelet-ukrajnai háború idején (2014 óta)

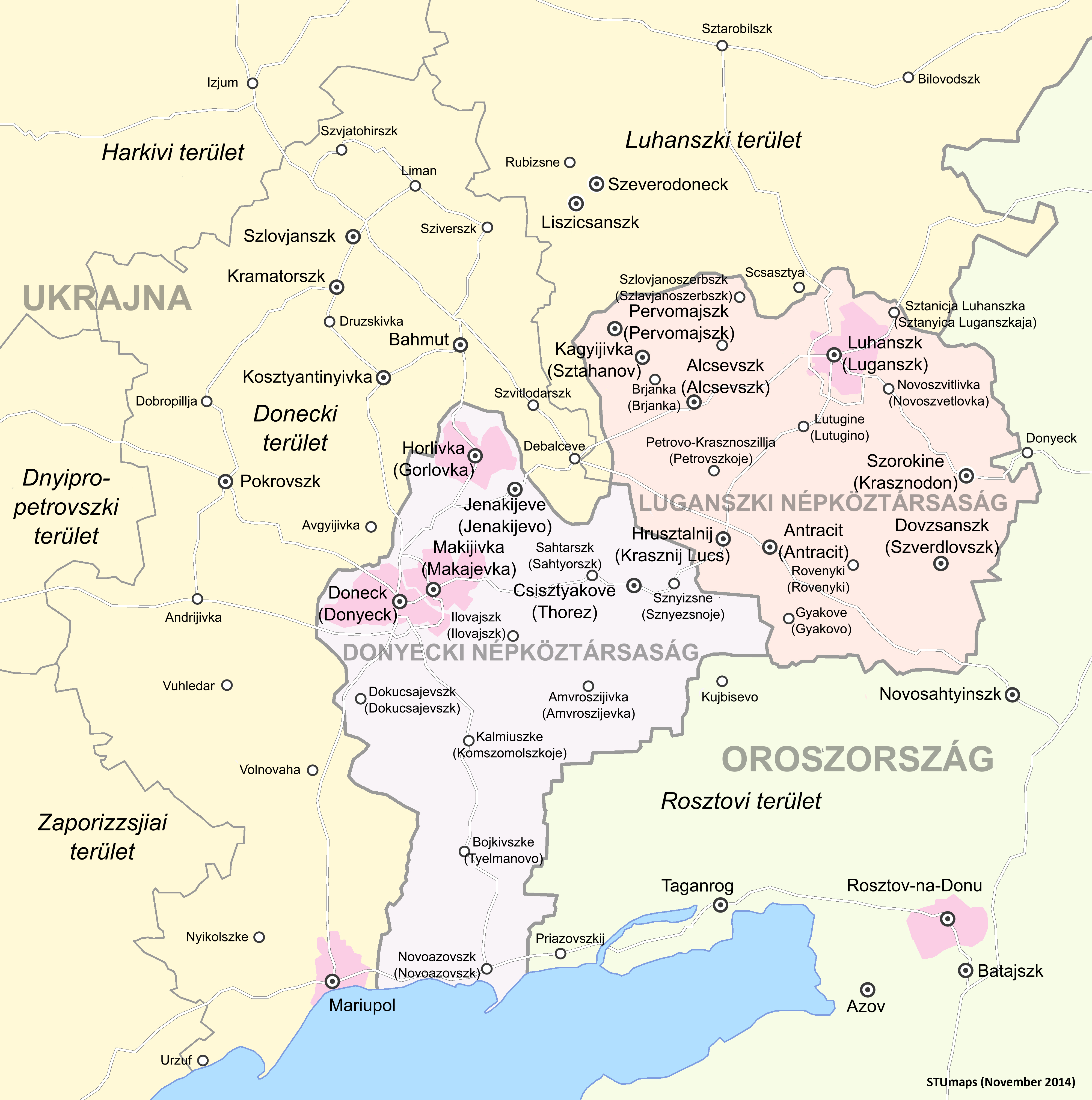
A Donyecki Népköztársaság és a Luganszki Népköztársaság fekvése. Zárójelben a települések orosz neve van

2014. március elején oroszbarát és kormányellenes csoportok demonstrációi kezdődtek a régióban, reakcióként a 2014-es ukrán forradalomra és az Euromajdan mozgalomra, miután a Krím csatlakozott az Oroszországi Föderációhoz. Mindez része volt az Ukrajna számos területén végigsöprő oroszbarát zavargásoknak, és áprilisra háborúba torkollott a szeparatisták és az ukrán kormány között. A felkelők kikiáltották a Donyecki Népköztársaságot és a Luganszki Népköztársaságot. Megpróbálták létrehozni továbbá a Harkovi Népköztársaságot is. ám ezt az ukrán biztonsági erők rövid időn belül elfojtották.
Miközben folyt a háború, a szeparatista köztársaságok népszavazást rendeztek a Donyecki és a Luhanszki terület státuszáról 2014. május 11-én. A népszavazás, amelyet sem Ukrajna, sem a nemzetközi közösség nem ismert el, az Ukrajnától való autonómia mellett foglalt állást. A harc egész évben és 2015-ben is folytatódott, bár több kísérlet is volt fegyverszünet kötésére. Ukrajna azzal vádolta Oroszországot, hogy anyagi és katonai segítséget nyújt a szeparatistáknak, az oroszok tagadták ezt.

## Demográfiája és politikája

Többségi nyelvek Ukrajna településein a 2001-es népszámlálás eredményei alapján

A 2001-es népszámlálás adatai alapján az ukránok a népesség 58 százalékát adják a Luhanszki területen és 56,9 százalékát a Donecki területen. Az oroszok a legnagyobb kisebbség, 39, illetve 38,2 százalékos arányban. 
 Ha nyelvi alapon végzik a statisztikát, más a kép: az orosz nyelv domináns a régióban: a Donecki területen lakók 74,9, a luhanszkiak 68,8 százalékának ez a fő nyelve. Az orosz nyelvűek azért vannak sokkal többen, mint az orosz etnikumúak, mert az itt élő ukránok és egyéb nemzetiségűek közül sokan az oroszt mondták anyanyelvüknek.
Az orosz származásúak főképp a nagyvárosi központokban laknak. Az iparosodás időszakában, amikor sok orosz bevándorló érkezett ide, főleg a Kurszki területről, az orosz vált a városokban a közösen használt nyelvvé (lingua franca). A szovjet periódusban történt kitelepítések és tömeggyilkosságok mérete, amely jelentősen érintette az etnikai arányokat, ma is vitatott a Donyec-medencét illetően.
A területen élő zsidókat, akik A régiónak jelentős muszlim lakossága van, amelynek részaránya egyes területeken eléri a 20 százalékot.
A 2013–2014-es ukrán válság előtt a helyi politikát az oroszbarát Régiók Pártja uralta. A 2008-as választásokon például mintegy 50 százalékos eredményt ért el a Donyec-medencében. Prominens tagjai közé tartozott az itteni származású Viktor Janukovics, akit a 2014-es forradalom távolított el Ukrajna elnöki székéből.

Az eloroszosodás folyamata a Donecki területen: a felső két oszlop a nyelvi arányok változását mutatja, az alsó kettő az etnikai arányokét. (Az 1926-os és 2001-es népszámlálások adatai alapján)

Jurij Sevelov nyelvész szerint az 1920-as évek elején az ukrán nyelvű középiskolák aránya a Donyec-medencében alacsonyabb volt az ukránok tényleges számarányánál.
Ukrajnában végzett identitásfelmérések szerint a régió lakosainak mintegy 40 százaléka szovjet identitásúnak gondolja magát.

## Gazdasága
A Donyec-medence gazdaságában a nehézipar, azon belül a szénbányászat és a kohászat dominál. Bár a széntermelés az 1970-es évek óta visszaesett, a régió jelentős széneladó. Szénbányái nagyon mélyek. Lignitet 600 méter körüli mélységekben bányásznak, az értékesebb antracitot és feketekőszenet 1800 méter körül. Mielőtt 2014 áprilisában megkezdődött a donbaszi háború, a Donecki és Luhanszki területek Ukrajna teljes exportjának 30 százalékát állították elő.

### Veszélyes bányák
Az itteniek a világ legveszélyesebb bányái közé tartoznak. Ennek oka részben a bányák nagy mélysége. Gyakoriak a sújtólégrobbanások, a szénporrobbanások, kőzettörések, és az infrastruktúra elavult. A 2000-es évtized vége felé az illegális bányák is elszaporodtak, amelyek még veszélyesebbek.

### Környezetvédelmi problémák

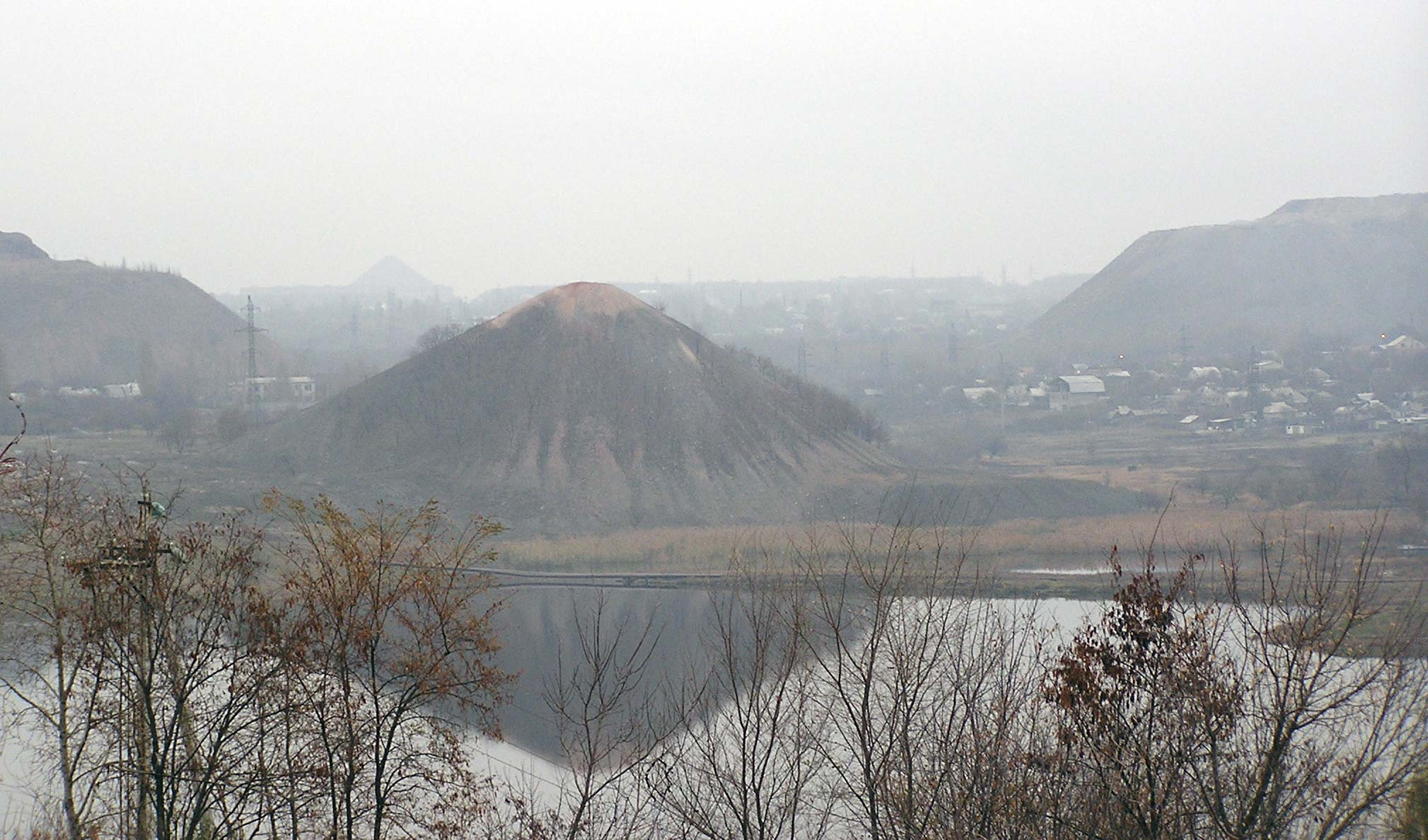
Meddőhányók a Kalmiusz folyónál Doneckben.

Az intenzív bányászat és vaskohászat jelentős környezeti károkkal járt. A régióban elterjedt problémák többek közt a következők:
- Vízellátás-kimaradások és áradások a bányavíz miatt.
- Látható légszennyezés a szénbányák és az öntödék körül
- Víz- és légszennyezés, illetve a földcsuszamlás veszélye a meddőhányók miatt.

A régióban számos vegyi hulladéklerakót nem tartottak rendesen karban, és ezek folyamatos veszélyt jelentenek a környezetre. Egy speciális veszély a szovjet korszakból ered, egy 1972-es programból, amely az Atomrobbantásokkal a népgazdaságért program részeként nukleáris robbantásos bányászattal próbálkozott Jenakijeve város közelében.

## Fordítás
- Ez a szócikk részben vagy egészben  a   Donbass című angol Wikipédia-szócikk ezen változatának fordításán alapul.  Az eredeti cikk szerkesztőit annak laptörténete sorolja fel. Ez a jelzés csupán a megfogalmazás eredetét és a szerzői jogokat jelzi, nem szolgál a cikkben szereplő információk forrásmegjelöléseként.